# Nintendo eShop
 (novembre 2021).
Si vous disposez d'ouvrages ou d'articles de référence ou si vous connaissez des sites web de qualité traitant du thème abordé ici, merci de compléter l'article en donnant les références utiles à sa vérifiabilité et en les liant à la section « Notes et références ».
Le Nintendo eShop (ニンテンドーeショップ, Nintendō e-Shoppu) est la boutique en ligne des consoles Nintendo 3DS, Wii U, Nintendo Switch et Nintendo Switch 2. Lancée le 6 juin 2011 en Amérique du Nord et le 7 juin 2011 en Europe et au Japon, la boutique en ligne a été activée par la sortie d'une mise à jour système qui ajoute cette fonctionnalité au menu HOME de la 3DS. Contrairement à la 3DS, la boutique en ligne est disponible dès le lancement de la Wii U mais nécessitait une mise à jour. Le système est également disponible sur Nintendo Switch et Nintendo Switch 2 dès leur lancement.
L’application est multitâche, ce qui signifie qu'elle est accessible même quand un jeu est déjà en cours, via le menu « HOME ». Cette fonctionnalité est disponible sur Wii U, Nintendo Switch et Nintendo Switch 2.
Le Nintendo eShop propose des jeux téléchargeables, des applications et informations sur les films à venir et sur les sorties de jeux.
Un identifiant Nintendo Network est requis pour télécharger des jeux gratuits sur le Nintendo eShop avec la 3DS.
Depuis la nuit du 27 et du 28 mars 2023 (2h du matin, heure française), il n'est plus possible de télécharger des jeux sur 3DS et sur Wii U. Il est cependant toujours possible de faire des mises à jour et re télécharger des jeux achetés avant la fermeture de l'eShop. Jusqu'en mai 2024 il était possible de transférer l'argent restant sur Wii U et 3DS sur Nintendo Switch.

## Nintendo eShop pour 3DS
La Nintendo 3DS marque la 1ère apparition du Nintendo eShop. Ce dernier propose des jeux exclusifs pour la console (3DSWare, 3D Classics, Applications 3D), des démos de jeux (depuis la mise à jour 3.0.0-5), des jeux Virtual Console mais aussi des DSiWare à acheter via une connexion Wi-Fi.
Le compte peut être approvisionné par carte bancaire ou par Nintendo eShop Card.
Depuis la mise à jour 7.0.0-13 de décembre 2013, il est obligatoire de se connecter avec un identifiant Nintendo Network pour télécharger des logiciels gratuits, remplaçant le compte Nintendo eShop.

### Sortie
Le Nintendo eShop a été ouvert le 7 juin 2011 grâce à la mise à jour du firmware 2.0.0-2.
Le magasin proposait alors deux « Logiciels Nintendo 3DS en téléchargement » gratuits : Pokédex 3D (supprimé et remplacé par Pokédex 3D Pro, une version payante de Pokédex 3D) et 3D Classics Excitebike (devenu payant) ainsi que 3 jeux Gameboy de la Virtual Console : Tennis, Alleyway et Super Mario Land.

### Plateformes
Le Nintendo eShop de la 3DS propose différents onglets de téléchargement pour ses applications et jeux virtuels. Les onglets ci-dessous sont ceux de la 2e ligne du Nintendo eShop.

#### Titres conseillés
Cet onglet présente les 23 jeux (à 4-5 étoiles) les plus populaires sur la boutique.

#### Versions téléchargeables
Ce service propose depuis le 17 août en France des jeux pouvant être achetés à la fois sur le Nintendo eShop et dans le commerce.

##### Europe
| Titre                                         | Date de sortie   | Éditeur            | Nbre de joueurs | Genre                   | Fonctions compatibles                                        |
| --------------------------------------------- | ---------------- | ------------------ | --------------- | ----------------------- | ------------------------------------------------------------ |
| Persona Q2: New Cinema Labyrinth              | 4 juin 2019      | Deep Silver        | 1               | Aventure / Jeu de rôles | StreetPass                                                   |
| Kirby : Au fil de la grande aventure          | 8 mars 2019      | Nintendo           | 1               | Plate-forme             | Amiibo                                                       |
| Mahjong 3D Les guerriers de l'empire          | 14 février 2013  | Nintendo           | 1               | Puzzle / Jeu de plateau | 3D, StreetPass                                               |
| Shifting World                                | 14 février 2013  | Rising Star Games  | 1               | Puzzle / Plateforme     | 3D                                                           |
| Sonic and All-Stars Racing Transformed        | 7 février 2013   | Sega               | 1 à 8           | Course                  | 3D, Mii, NN, Multi local, Online, StreetPass, Téléchargement |
| Virtue's Last Reward                          | 2 janvier 2013   | Rising Star Games  | 1               | Puzzle / Aventure       | 3D                                                           |
| Paper Mario: Sticker Star                     | 7 décembre 2012  | Nintendo           | 1               | Aventure                | 3D                                                           |
| Disney Epic Mickey : Power of Illusion        | 6 décembre 2012  | Disney Interactive | 1               | Aventure                | 3D                                                           |
| Super Pokémon Rumble                          | 29 novembre 2012 | Nintendo           | 1 à 2           | Action                  | 3D, Multi local, StreetPass, Mii                             |
| Pilotwings Resort                             | 22 novembre 2012 | Nintendo           | 1               | Simulation              | 3D, Mii                                                      |
| Nintendo présente La Nouvelle Maison du Style | 16 novembre 2012 | Nintendo           | 1               | Style de vie            | 3D, SpotPass, StreetPass, NN                                 |
| Professeur Layton et le Masque des miracles   | 26 octobre 2012  | Nintendo           | 1               | Puzzle                  | 3D, SpotPass, NN                                             |
| Mario Tennis Open                             | 18 octobre 2012  | Nintendo           | 1 à 4           | Sport                   | 3D, Multi. local, Téléc. 3DS, StreetPass, NN, Mii            |
| Star Fox 64 3D                                | 4 octobre 2012   | Nintendo           | 1 à 4           | Action                  | 3D, Multi. local, Téléc. 3DS                                 |
| The Legend Of Zelda: Ocarina Of Time 3D       | 4 octobre 2012   | Nintendo           | 1               | Action / Aventure       | 3D                                                           |
| Mario Kart 7                                  | 4 octobre 2012   | Nintendo           | 1               | Course arcade           | 3D, Multi. local, StreetPass, SpotPass, NN, Téléc. 3DS       |
| Super Mario 3D Land                           | 4 octobre 2012   | Nintendo           | 1 à 8           | Plateforme              | 3D, StreetPass                                               |
| New Super Mario Bros. 2                       | 17 août 2012     | Nintendo           | 1 à 2           | Plate-forme             | 3D, Multi. local, StreetPass, SpotPass, NN                   |
| Freakyforms Deluxe                            | 17 août 2012     | Nintendo           | 1 à 4           | Plateformes             | 3D, Multi. local, StreetPass, Téléch. DS                     |
| New Art Academy                               | 17 août 2012     | Nintendo           | 1               | Simulation de dessin    | 3D, SpotPass, Mii, NN                                        |

#### Démos
La Nintendo 3DS présente aussi des démos gratuites (à nombre d'utilisations limité pour certaines) de jeux Nintendo 3DS à télécharger.
Au 8 juin 2025, il y a 12 démos encore présentes sur le Nintendo eShop de la Nintendo 3DS (bien qu'aucun nouvel achat ou téléchargement ne puisse être effectué et donc qu'il est seulement possible de retélécharger une démo que l'on avait déjà téléchargé avant l'arrêt du Nintendo eShop sur la famille de systèmes Nintendo 3DS) :
- Bravely Second™: End Layer Démo
- Détective Pikachu™ Version démo spéciale
- Kirby Battle Royale : Démo
- Monster Hunter™ 4 Ultimate Démo spéciale
- Monster Hunter™ Generations : Démo
- Monster Hunter Stories™ Démo
- Pokémon Rubis Oméga et Saphir Alpha démo spéciale :  Utilisation illimitée
- Pokémon Soleil et Lune : Version démo spéciale : Utilisation illimitée
- Puzzle & Dragons SMB Edition: démo spéciale : ? utilisations
- The Legend of Zelda™: Tri Force Heroes Démo
- WarioWare™ Gold Démo
- YO-KAI WATCH™ 2 : Version démo spéciale

Ces 29 anciennes démos ne sont plus répertoriées dans le Nintendo eShop de la Nintendo 3DS au 8 juin 2025 (liste potentiellement non exhaustive) :
- HarmoKnight : 10 utilisations
- Naruto Powerful Shippuden : 10 utilisations
- Castlevania: Lords of Shadow - Mirror of Fate : 30 utilisations
- Monster Hunter 3 Ultimate Démo spéciale : 30 utilisations
- 2 Fast 4 Gnomz : 30 utilisations
- Fractured Soul : 10 utilisations
- Lego Le Seigneur des Anneaux : 30 utilisations
- Disney Epic Mickey : Power of Illusion : 10 utilisations
- The Denpa Men: They Came By Wave : 30 utilisations
- Nintendo présente La Nouvelle Maison du Style x2 : 30 utilisations
- Art of Balance TOUCH! : 30 utilisations
- Marvel Pinball 3D : 30 utilisations
- Shifting World : 30 utilisations
- Lego Batman 2: DC Super Heroes : 30 utilisations
- Mutant Mudds : 30 utilisations
- Theatrhythm Final Fantasy : 30 utilisations
- Kingdom Hearts 3D : Dream Drop Distance : 15 utilisations
- Heroes of Ruin : 6 utilisations
- Rayman Origins : 30 utilisations
- Farming Simulator 2012 3D : 30 utilisations
- Pyramids : 30 utilisations
- Rhythm Thief et les mystères de Paris : 20 utilisations
- Dead or Alive: Dimensions : 20 utilisations
- Mario et Sonic aux Jeux olympiques de Londres 2012 : 20 utilisations
- Golden retriever & ses nouveaux amis : 10 utilisations
- Metal Gear Solid: Snake Eater 3D : 30 utilisations
- Crush 3D : 30 utilisations
- Resident Evil: Revelations : 30 utilisations
- Cooking Mama 4 : 30 utilisations

#### Contenu N3DS exclusivement téléchargeable
La plateforme Logiciel Nintendo 3DS en téléchargement ou Nintendo 3DS download software (en anglais) regroupe des logiciels parus en 2011 sur le Nintendo eShop. Il peut s'agir aussi bien d'applications (boîte aux lettres, service de vidéo, Pokedex...) que de véritables jeux pouvant être trouvés dans le commerce.
Il y a 3 différents types de logiciels : les « 3DSWare », les « 3D Classics » et les applications 3D gratuites.

#### Vidéos recommandées
Cet onglet regroupe les nouveautés à télécharger hebdomadaires sur le Nintendo eShop et la chaîne boutique Wii, des bandes-annonces et vidéos de jeux Nintendo 3DS, des Iwata demande, des présentations (Wii U, E3, 3DS XL...), etc.

#### Nintendo DSiWare
Les logiciels Nintendo DSiWare sont des petits logiciels parus en 2009 dans la boutique de la Nintendo DSi et en 2011 sur le Nintendo eShop. Il peut s'agir aussi bien d'applications utilitaires (calculatrices, calendriers, réveille-matin etc.) que de véritables jeux que l'on pourrait trouver dans le commerce.

#### Virtual Console
La Virtual Console ou Console virtuelle est une plate-forme virtuelle de téléchargement disponible sur le Nintendo eShop de la console Nintendo 3DS via Wifi.
Cette plate-forme permet à la 3DS d'émuler les jeux des consoles suivantes : Game Boy, Game Boy Color, NES et Game Gear.

#### Vidéos téléchargeables
Depuis juillet 2011 sont proposées des vidéos à télécharger régulièrement mais ce service est devenu permanent le 19 avril 2012. Jusqu'au 26 juillet 2012, les vidéos se trouvaient dans la section « Vidéos recommandées » mais à partir de cette date, un nouvel onglet a été créé : « Vidéos téléchargeables ».
Le Nintendo eShop propose pour le moment 8 titres en Anglais seulement.

##### Europe
| Titre                                              | Date de sortie    | Date de disparition | Éditeur              |
| -------------------------------------------------- | ----------------- | ------------------- | -------------------- |
| The Beet Party : Call Me Aneek Neek                | 21 mars 2013      | Disponible          | Redrover             |
| Donkey Kong Country Returns 3D: Trailer            | 14 février 2013   | Disponible          | Nintendo             |
| The Beet Party: Jurassic Fridge                    | 7 février 2013    | Disponible          | Redrover             |
| The Beet Party: Beet Scratch                       | 31 janvier 2013   | Disponible          | Redrover             |
| The 3D Machine Series: épisode 1-5                 | 6 novembre 2012   | Disponible          | Ka-Ching Cartoons    |
| Breakthru Films - Fat Hamster                      | 25 octobre 2012   | Disponible          | Breakthru Films      |
| Breakthru Films - Magical Dance                    | 25 octobre 2012   | Disponible          | Breakthru Films      |
| Breakthru Films - Little Postman                   | 25 octobre 2012   | Disponible          | Breakthru Films      |
| Breakthru Films - Transformation                   | 25 octobre 2012   | Disponible          | Breakthru Films      |
| Breakthru Films - Papa's Boy                       | 25 octobre 2012   | Disponible          | Breakthru Films      |
| Breakthru Films - Spirits of the Piano             | 25 octobre 2012   | Disponible          | Breakthru Films      |
| Breakthru Films - Scarecrow                        | 25 octobre 2012   | Disponible          | Breakthru Films      |
| The Incredible Barbazan: Up Your Sleeve            | 16 août 2012      | Disponible          | Living Colour Ent.   |
| The Incredible Barbazan: Raging Bull               | 9 août 2012       | Disponible          | Living Colour Ent.   |
| The Incredible Barbazan: The Knife Thrower         | 2 août 2012       | Disponible          | Living Colour Ent.   |
| Kingdom of Plants 3D                               | 28 juillet 2012   | Disponible          | Atlantic Productions |
| The Incredible Barbazan: The Human Cannonball 2    | 26 juillet 2012   | Disponible          | Living Colour Ent.   |
| The Incredible Barbazan: The Fire Juggler          | 19 juillet 2012   | Disponible          | Living Colour Ent.   |
| The Incredible Barbazan: The Cabinet of Fear       | 12 juillet 2012   | Disponible          | Living Colour Ent.   |
| Luigi's Mansion 2 E3 2012 Vidéo                    | 12 juin 2012      | Disponible          | Nintendo             |
| New Super Mario Bros. 2 E3 2012 Vidéo              | 12 juin 2012      | Disponible          | Nintendo             |
| Paper Mario: Sticker Star E3 2012 Vidéo            | 12 juin 2012      | Disponible          | Nintendo             |
| The 3D Machine                                     | 19 avril 2012     | Disponible          | Ka-Ching Cartoons    |
| Super Mario 3D Land Trailer                        | 29 septembre 2011 | 6 octobre 2011      | Nintendo             |
| Mario Kart 7 Trailer                               | 29 septembre 2011 | 6 octobre 2011      | Nintendo             |
| Paper Mario: Sticker Star Trailer                  | 29 septembre 2011 | 6 octobre 2011      | Nintendo             |
| Mario Tennis Open Trailer                          | 29 septembre 2011 | 6 octobre 2011      | Nintendo             |
| Luigi's Mansion 2 Trailer                          | 29 septembre 2011 | 6 octobre 2011      | Nintendo             |
| Animal Crossing Trailer                            | 29 septembre 2011 | 6 octobre 2011      | Nintendo             |
| Kid Icarus: Uprising Trailer                       | 29 septembre 2011 | 6 octobre 2011      | Nintendo             |
| Animal Crossing E3 2011 Vidéo                      | 8 juillet 2011    | 20 juillet 2011     | Nintendo             |
| Kid Icarus: Uprising E3 2011 Vidéo                 | 8 juillet 2011    | 20 juillet 2011     | Nintendo             |
| Luigi's Mansion 2 E3 2011 Vidéo                    | 8 juillet 2011    | 20 juillet 2011     | Nintendo             |
| Metal Gear Solid: Snake Eater 3D E3 2011 Vidéo     | 8 juillet 2011    | 20 juillet 2011     | Nintendo             |
| Paper Mario E3 2011 Vidéo                          | 8 juillet 2011    | 20 juillet 2011     | Nintendo             |
| Mario Kart E3 2011 Vidéo                           | 1er juillet 2011  | 20 juillet 2011     | Nintendo             |
| Resident Evil : Revelations E3 2011 Vidéo          | 1er juillet 2011  | 20 juillet 2011     | Nintendo             |
| Star Fox 64 3D E3 2011 Vidéo                       | 1er juillet 2011  | 20 juillet 2011     | Nintendo             |
| Super Mario 3D Land E3 2011 Vidéo                  | 1er juillet 2011  | 20 juillet 2011     | Nintendo             |
| The Legend of Zelda: Ocarina of Time E3 2011 Vidéo | 1er juillet 2011  | 20 juillet 2011     | Nintendo             |

#### En magasins
Cette rubrique regroupe les jeux Nintendo 3DS (carte) sorti en magasin. Pour chaque jeu la Nintendo 3DS présente des vidéos, des recommandations, des détails présentant le jeu (3 images, description, genres, langues, nombres de joueurs, fonctions et accessoires compatibles...) et une démo pour 11 jeux (voir ci-dessus).

### Contenus additionnels

#### Patchs
Depuis le 15 mai 2012, le Nintendo eShop propose ce nouveau service qui corrige des bugs des jeux 3DS (carte).
| Titre                                                                    | Date de sortie  | Version  | Caractéristiques |
| ------------------------------------------------------------------------ | --------------- | -------- | --- |
| Mario Kart 7 : Données de mise à jour                                    | 15 mai 2012     | Ver. 1.1 | Suppression de glitches permettant de tricher en sautant certaines portions de circuits dans le multijoueur en ligne. |
| Nintendo présente : La nouvelle maison du style - Données de mise à jour | 24 janvier 2013 | Ver. 1.1 | Correction d'un bug qui empêchait aux joueurs de récupérer tous les vêtements dans le jeu.                            |
| Pokémon X et Y                                                           | octobre 2013    | Ver. 1.2 | Correction d'un bug qui pouvait endommager la sauvegarde s'il enregistrait dans la ville des lumières (Illumis).      |

#### DLC
Depuis le 24 mai 2012, le Nintendo eShop propose des DLC. Ce service permet d'ajouter du contenu supplémentaire au 3DSWare et aux Jeux 3DS (carte) en ajoutant des personnages, des stages et des musiques par exemple.
| Titre                                          | Date de sortie   | Caractéristiques                                                                 |
| ---------------------------------------------- | ---------------- | -------------------------------------------------------------------------------- |
| New Super Mario Bros. 2: contenu additionnel   | 20 décembre 2012 | Parcours 10 : Crise de nerfs [difficulté EXTRÊME]                                |
| New Super Mario Bros. 2: contenu additionnel   | 20 décembre 2012 | Parcours 9 : Explor'action [difficulté 3/5]                                      |
| New Super Mario Bros. 2: contenu additionnel   | 5 décembre 2012  | Parcours 8 : Périple Patatra [difficulté 4/5]                                    |
| New Super Mario Bros. 2: contenu additionnel   | 5 décembre 2012  | Parcours 7 : Défi C [difficulté 3/5]                                             |
| New Super Mario Bros. 2: contenu additionnel   | 30 novembre 2012 | Parcours 6 : Classiques [difficulté 1/5] Était gratuit jusqu'au 31 janvier 2013. |
| New Super Mario Bros. 2: contenu additionnel   | 2 octobre 2012   | Parcours 5 : Défi B [difficulté 3/5]                                             |
| New Super Mario Bros. 2: contenu additionnel   | 2 octobre 2012   | Parcours 4 : Champis en Folie [difficulté 2/5]                                   |
| New Super Mario Bros. 2: contenu additionnel   | 2 octobre 2012   | Parcours 3 : Mental d'acier [difficulté 5/5]                                     |
| New Super Mario Bros. 2: contenu additionnel   | 2 octobre 2012   | Parcours 2 : Défi A [difficulté 3/5]                                             |
| New Super Mario Bros. 2: contenu additionnel   | 2 octobre 2012   | Parcours 1 : Ruée vers l'or [difficulté 1/5]                                     |
| Theatrhythm Final Fantasy: contenu additionnel | août 2012        | Musiques téléchargeables                                                         |
| Mighty Switch Force! [Mise à jour]             | 24 mai 2012      | Cinq stages bonus                                                                |

#### Arrêt définitif des services sur Wii U et 3DS
- dès le 23 mai 2022, il sera impossible d'ajouter de l'argent sur son compte via une carte bancaire.
- dès le 29 août 2022, il sera également impossible d'ajouter une carte Nintendo eShop sur son compte depuis les consoles de la famille Nintendo 3DS ou la Wii U.
- fin mars 2023, il sera définitivement impossible de télécharger de nouveaux jeux ou logiciels sur les consoles de la famille Nintendo 3DS ou la Wii U.

## Nintendo eShop pour Wii U
Le Nintendo eShop pour la Wii U est la boutique en ligne de la console Nintendo Wii U. Elle est accessible grâce à la Mise à Jour Day One de la console.
Il existe deux types d'approvisionnement du compte : par carte bancaire ou par Nintendo eShop Card.
Cependant, le joueur doit avoir associé un identifiant Nintendo Network pour accéder au Nintendo eShop.

### Sortie
La boutique numérique de la Wii U est disponible dès sa sortie et propose une grande variété de contenus à télécharger tels que les logiciels en téléchargement Wii U, des Démos et des jeux aussi disponible en commerce. Cependant, La Console Virtuelle de la Wii et les WiiWare seront seulement sur la chaîne boutique Wii qui sera accessible par l'application menu Wii de la console.

### Plate-forme
Le Nintendo eShop de la Wii U propose différents onglets de téléchargement pour ses applications et jeux virtuels.
Les joueurs pourront aussi acheter et télécharger certains jeux également disponibles en magasin.
Il existe différentes manières de découvrir de nouveaux jeux sur le Nintendo eShop : regarder des bandes-annonces, consulter des classements basés sur la popularité des jeux, ou rechercher des jeux en utilisant divers filtres de recherche.

#### Console virtuelle Wii U
- La console virtuelle de la Wii U a fait son apparition en 2013, où l'on peut trouver des jeux des consoles NES, Super NES, Nintendo 64, ou Game Boy Advance ou plus rarement Nintendo DS.

#### Démos
Le Nintendo eShop distribue des démos de Jeux Wii U et de logiciels téléchargeables. Les démos possèdent une limitation d'utilisation qui dépend de l'éditeur du jeu.
Les Démos sont le même en Amérique du Nord et en Europe.
Il y en a actuellement 28 : 
- Sonic & All-Stars Racing Transformed : 15 utilisations
- ZombiU : 30 utilisations
- Rayman Legends : 30 utilisations
- FIFA 13 : 10 utilisations, plus disponible
- Monster Hunter 3 Ultimate : 30 utilisations
- Resident Evil: Revelations : 30 utilisations
- NBA 2K13 : 30 utilisations
- The Cave : ? utilisations
- Trine 2: Director's Cut : ? utilisations
- Chasing Aurora : ? utilisations
- The Wonderful 101 : ? utilisations
- Sonic Lost World : ? utilisations
- Lego Marvel Super Heroes : 30 utilisations
- Lego Marvel Avengers : 30 utilisations
- Nano Assault Neo : 30 utilisations
- Wooden Sen'SeY : ? utilisations
- Spin the Bottle: Bumpie's Party : ? utilisations
- Bayonetta 2 : ? utilisations
- Color Zen : ? utilisations
- Pikmin 3 : ? utilisations
- Flowerworks HD: Follie's Adventure : ? utilisations
- Sonic Boom: L'Ascension de Lyric : 10 utilisations
- Art of Balance : ? utilisations
- Citizens of Earth : ? utilisations
- Trine Enchanted Edition : ? utilisations
- Shiny The Firefly : ? utilisations
- SDK Paint : ? utilisations
- Just Dance 2016 : 30 utilisations, plus disponible
- Just Dance 2017 : 30 utilisations
- Just Dance 2018 : 30 utilisations
- Pokkén Tournament : 10 utilisations

## Pays et régions de disponibilité

### Pays et régions d’accès
En Août 2024, le Nintendo eShop  est disponible dans 46 pays : 
-En Europe : Tout l’ensemble de l’Union europénne + Royaume-Uni, Norvège et Suisse. (30 pays)
-En Amérique du Nord : États-Unis, Canada et Mexique. (3 pays)
-En Amérique Latine : Brésil, Argentine, Colombie, Chili et Pérou. (5 pays)
-Asie et autres continents : Chine (+ Hong-Kong), Japon, Corée du Sud, Afrique du Sud, Israël, Australie et Nouvelle-Zélande. (7(ou 8 incluant Hong-Kong) pays)

### Marché limité
Certains marchés avaient à l'origine un accès officiel à une variante du Nintendo eShop à un moment donné, mais Nintendo a interrompu le service sur ces marchés pour certaines raisons sans suivi actuel.
De nombreux marchés d'Amérique du Sud et des Caraïbes avaient à l'origine accès à une variante limitée du Nintendo eShop sur Wii U et Nintendo 3DS,, tandis que les marchés asiatiques comme l'Arabie saoudite, Singapour, la Malaisie et les Émirats arabes unis avaient à l'origine accès à une variante limitée du eShop sur Nintendo 3DS uniquement. Malgré cela, ces marchés n'ont jamais eu un accès officiel au eShop sur les plateformes suivantes à ce jour, même si lesdites plateformes étaient officiellement disponibles.
Le marché taïwanais a eu une histoire compliquée avec les produits Nintendo dans les années 2010. La Nintendo 3DS a été officiellement lancée à Taïwan et a eu un jour accès à une variante chinoise du Nintendo eShop qu'elle partageait avec Hong Kong. Bien que la Nintendo Switch ait finalement été officiellement lancée à Taïwan, Hong Kong avait obtenu un accès officiel à l'eShop sur Nintendo Switch depuis 2019, tandis que Taïwan ne l'a toujours pas. La Wii U n'a jamais été officiellement commercialisée ni à Hong Kong ni à Taïwan.
En mai 2023, Nintendo a été obligé de fermer l'eShop de la Nintendo Switch en Russie après plus d'un an d'interruption pour des raisons indépendantes de sa volonté, probablement en conséquence de l'invasion russe de l'Ukraine.
Le Nintendo eShop de la Nintendo Switch a prévu fermer en Chine le 31 mars 2026.

## Outils
Quelques outils sont disponibles pour l'utilisateur afin d'augmenter le confort d'utilisation du logiciel.
- Annonces : permet de voir un petit communiqué indiquant les nouveautés de la semaine.
- Nouveautés : permet de regarder les nouveaux logiciels ainsi que les nouvelles vidéos.
- Classement : permet de voir quels sont les logiciels ou les vidéos les plus recommandées ou les plus populaires.
- Chercher un logiciel : pour chercher un type de logiciel, un genre, un nom...
- Titre à suivre : titres que l'utilisateur décide de suivre afin de les retrouver plus vite pour les consulter.
- Recommander : lorsqu'un utilisateur se sert d'un logiciel 3DS plus d'heure, il peut répondre à un petit questionnaire afin de faire savoir ce qu'il a ressenti lorsqu'il l'a utilisé, les recommandations sont affichées dans les logiciels (sur cinq étoiles) afin de donner une idée sur les avis qu'on eu les utilisateurs qui ont répondu à ce petit questionnaire sur ce logiciel, ceci peut éventuellement dissuader ou précipiter l'utilisateur de l'achat du logiciel suivant le nombre d'étoiles qu'a le logiciel. Les recommandations ne fonctionnent pas sur les démos 3DS : pour pouvoir répondre, il faut posséder le jeu complet et y jouer plus d'une heure.
- Approvisionner : permet d'approvisionner le compte en argent par carte bancaire ou par Nintendo eShop Card (carte payée préalablement en caisse dans un magasin ou sur internet).

## Logos

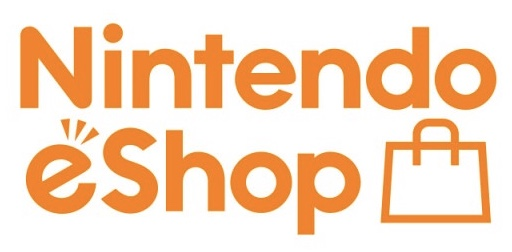
Premier logo du Nintendo eShop
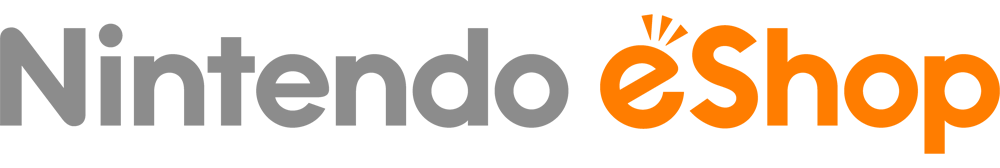
Deuxième logo du Nintendo eShop à la sortie de la Wii U

## Paramètres
- Enregistrer un code de téléchargement : permet à l'utilisateur de télécharger un logiciel gratuit avec un code valide, ce code peut également être un QR code.
- Lire un QR code : permet d’accéder à la fiche d'un logiciel, ou de lire un code de téléchargement, ces codes sont lus grâce aux caméras de la 3DS.
- Mise à jour disponible : permet de regarder si des mises à jour de logiciels achetés dans le Nintendo eShop sont disponibles, les mises à jour sont toujours gratuites.
- Activité sur votre compte : permet de voir les transactions du compte de l’utilisateur: les achats, les réapprovisionnement...
- Logiciels téléchargés : permet de voir tous les logiciels que l'utilisateur a téléchargé.
- Vos recommandations : permet de regarder les recommandations qu'a envoyé l'utilisateur.
- Notification du menu HOME : permet d'envoyer ou non des messages relatifs au Nintendo eShop, visible dans le menu notification du menu HOME de la console.
- Logiciels recommandés par Nintendo : permet de recevoir ou non des recommandations de logiciel de la part de Nintendo.
- Compte Club Nintendo : permet de lier le compte Club Nintendo de l'utilisateur à son compte Nintendo eShop.
- Information sur la carte bancaire : option disponible si l'utilisateur a déjà approvisionné le compte Nintendo eShop, permet de voir les informations sur la carte bancaire que l'utilisateur a enregistré. Enregistrer une carte bancaire n'est pas obligatoire lors d'un approvisionnement.
- À propos du Nintendo eShop : permet de lire des informations générales sur le Nintendo eShop
- Effacer le compte : permet d'effacer le compte de l'utilisateur. Tous les logiciels achetés/téléchargés, le solde du compte ainsi que toutes les sauvegardes des logiciels seront effacées et ne pourront être récupérées.